# دینا هیل
دِینا هیل (انگلیسی: Dana Hill; ۶ مهٔ ۱۹۶۴ – ۱۵ ژوئیهٔ ۱۹۹۶) هنرپیشه اهل ایالات متحده آمریکا بود که بین سال‌های ۱۹۷۸ تا ۱۹۹۶ میلادی فعالیت می‌کرد. از مهمترین ایفای نقش‌هایش می‌توان بازی در فیلم تعطیلات اروپایی نشنال لمپون، سکوت قلب را نام برد.وی در سال ۱۹۹۶ به دلیل قند خون بسیار بالا به کمای دیابتی رفت و پس از چند روز به علت سکته مغزی در ۳۲ سالگی درگذشت.